# آنا یاگیلون
آنا یاگیلون (لهستانی: Anna Jagiellonka, لیتوانیایی: Ona Jogailaitė؛ ۱۵۲۳–۱۵۹۶) ملکه لهستان از ۱۵۷۵ تا ۱۵۸۶ میلادی بود. او دختر شاه لهستان، سیگیسموند پیر، و همسر استفان باتوری بود. او در دومین انتخابات مشترک‌المنافع لهستان-لیتوانی به همراه همسرش به طور مشترک به سلطنت لهستان-لیتوانی برگزیده شد. آنا آخرین فرمانروای عضو خاندان سلطنتی یاگیلون بود.

## عناوین سلطنتی
- به زبان لاتین: Anna Dei Gratia Infans Regni Poloniae
- ترجمه پارسی: آنا، رحمت الهی، ملکه پادشاهی لهستان.